# Taxe sur les produits et services
Pour les articles homonymes, voir TPS et GST.
La taxe sur les produits et services ou TPS (en anglais, goods and services tax ou GST) est une taxe sur la vente, à niveau multiple, introduite au Canada en 1991 par le premier ministre Brian Mulroney. Elle fonctionne à bien des égards comme les taxes sur la valeur ajoutée (TVA) utilisées en Europe. L'introduction de cette taxe fut extrêmement controversée et fut un des facteurs déterminants dans la plus grande défaite électorale d'un parti fédéral au pouvoir dans toute l'histoire du Canada.

## Structure
Bien que semblable à la taxe sur la valeur ajoutée européenne, la TPS a plutôt pour modèle une taxe du même nom en vigueur en Nouvelle-Zélande.
Il s'agit d'une charge de 5 % sur la vente de tout produit ou service, exception faite de certains articles essentiels, tels la nourriture, le loyer résidentiel, les services médicaux, et certains services comme les services financiers.
La taxe est calculée sur chaque vente.
Les entreprises inscrites qui acquièrent des biens et services comme intrants peuvent généralement demander des "crédits de taxes sur les intrants", c'est-à-dire qu'elles peuvent déduire de la TPS perçue la TPS qu'elles ont payée. Cela évite l'effet "cascade", c'est-à-dire l'application de la taxe à plusieurs reprises sur un même bien ou service lors des transactions préalables à la transaction avec le consommateur final. Ainsi, seul le consommateur final paie la taxe. Par exemple, un concessionnaire automobile va payer la TPS lors de l’achat d'un véhicule auprès du manufacturier et va devoir en percevoir lors de la vente à un particulier, mais il peut ensuite demander un crédit de taxe sur les intrants pour la taxe qu’il a lui-même payée.
Les biens exportés sont "détaxés".
Les individus à faible revenu peuvent recevoir un remboursement de leur TPS, calculée d'après le montant de leur impôt sur le revenu.
En 1997, les provinces de la Nouvelle-Écosse, le Nouveau-Brunswick et Terre-Neuve-et-Labrador, et le gouvernement du Canada fusionnèrent leurs taxes respectives dans une taxe de vente harmonisée (TVH). Dans ces provinces, le taux de la TVH est de 13 % (15 % avant le 1er juillet 2006). La TVH est gérée par le gouvernement fédéral, les revenus étant divisés entre les gouvernements participants selon une formule établie.
Les autres provinces continuent d'imposer une taxe de vente séparée au niveau du détail seulement, à l'exception de l'Alberta, qui n'a aucune taxe de vente provinciale. À l'Île-du-Prince-Édouard, les taxes provinciales incluent la TPS dans leur base. Les trois territoires canadiens (Yukon, Territoires du Nord-Ouest et Nunavut) n'ont pas de taxe de vente territoriale.
Le gouvernement du Québec gère à la fois la TPS fédérale et la TVQ provinciale. C'est la seule province qui gère la taxe fédérale.

### Articles non taxés
Il y a deux catégories d'articles, de services, ou de produits non taxés au Canada. Les ventes détaxées et exonérées.

#### Au Canada

##### Les ventes détaxées
Certains produits et services sont assujettis à la TPS/TVH au taux de 0 % (détaxés). Cela signifie qu'aucune TPS/TVH n'est facturée sur la vente ou la fourniture de ces produits et services et que le vendeur/fournisseur de services peut récupérer toute taxe qu'il aurait lui-même payé sur ses intrants.
Voici quelques exemples de produits et services détaxés :
- les produits alimentaires de base comme le lait, le pain et les légumes;
- les produits agricoles comme les céréales, la laine brute et les feuilles de tabac séchées;
- la plupart des animaux de ferme;
- la plupart des produits de la pêche comme le poisson destiné à la consommation humaine;
- les médicaments sur ordonnance et les frais de préparation d'ordonnances;
- les appareils médicaux comme les appareils auditifs et les dents artificielles;
- les exportations;
- plusieurs services de transport lorsque le point d'origine ou la destination est à l'extérieur du Canada;
- toutes les fournitures de produits et services réservées à l'usage du gouverneur général.

##### Les ventes exonérées
Certains produits et services ne sont pas assujettis à la TPS/TVH (exonérés). Cela signifie qu'aucune TPS/TVH n'est facturée sur la vente ou la fourniture de ces produits et services et que le vendeur/fournisseur de services ne peut PAS récupérer la taxe qu'il paie sur ses intrants.
Voici quelques exemples de produits et services exonérés :
- les immeubles d'habitation qui ne sont pas neufs;
- les loyers payés pour un logement à long terme (un mois ou plus) et les frais de logement en copropriété;
- certaines ventes de terrains vacants ou de terres agricoles;
- la plupart des services de santé et des services médicaux et dentaires qui sont dispensés pour des raisons médicales par des médecins ou des dentistes agréés;
- les services de garde d'enfants (service de garderie normalement fourni pour une période de moins de 24 heures par jour) fournis principalement pour des enfants âgés de 14 ans ou moins;
- le péage de ponts, routes et traversiers (le péage des traversiers est détaxé si le traversier est en provenance ou à destination d'un endroit à l'extérieur du Canada);
- les services d'aide juridique;
- la plupart des services d'enseignement, comme :
  - les cours fournis par une école de formation professionnelle menant à l'obtention d'un certificat ou d'un diplôme qui permet l'exercice d'un métier;
  - les services de cours particuliers qui sont conformes à un programme d'étude désigné par une administration scolaire et qui sont fournis à un particulier;
- les leçons de musique;
- la plupart des aliments ou des boissons vendus dans la cafétéria d'une école primaire ou secondaire principalement aux élèves de l'école et la plupart  des régimes de repas dans une université ou un collège public;
- la plupart des services fournis par une institution financière, tels les arrangements relatifs à un prêt ou à une hypothèque;
- la préparation et la délivrance de polices d'assurance par des compagnies, des agents et des courtiers d'assurances;
- la plupart des produits et services fournis par des organismes de bienfaisance;
- certains produits et services fournis par des organismes à but non lucratif, des gouvernements et d'autres organismes de services publics, comme les services municipaux de transport en commun et les services résidentiels courants tels les services d'approvisionnement en eau.

Le 14 septembre 2023, le premier ministre Justin Trudeau renouvelle une promesse faite pour la première fois en 2015 d’abolir la TPS sur les nouveaux immeubles.

#### Au Québec

##### Les ventes détaxées
Une vente est dite détaxée parce qu'elle est taxable au taux de 0 %. Il est donc impossible de percevoir de la TPS ou de la TVQ lorsqu'on effectue ce type de vente.
Voici quelques exemples de biens et de services dont la vente est détaxée :
- les produits alimentaires de base ;
- les médicaments délivrés sur ordonnance ;
- certains appareils médicaux ;
- la plupart des produits de l'agriculture et de la pêche ;
- le bétail en général ;
- certains biens ou services exportés hors du Canada (ou du Québec, dans le régime de la TVQ) ;
- certains services de transport de passagers ou de marchandises ;
- les services financiers, en ce qui concerne la TVQ ;
- les livres, en ce qui concerne la TVQ.

##### Les ventes exonérées
Une vente exonérée est une vente qui n'est pas taxable. Voici quelques exemples de biens et de services dont la vente est exonérée :
- le loyer d'un bail résidentiel pour une durée d'au moins un mois ;
- les résidences et les logements qui ne sont pas neufs au moment de la vente ;
- la plupart des services de garde d'enfants ;
- la plupart des services de santé et des services dentaires ;
- certains services d'enseignement ;
- certains services rendus par les organismes du secteur public (par exemple les gouvernements, les organismes de bienfaisance, les hôpitaux, les universités) ;
- la plupart des services financiers, en ce qui concerne la TPS.

## Historique
| À compter du     | Taux de TPS |
| ---------------- | ----------- |
| 1er janvier 1991 | 7,0 %       |
| 1er juillet 2006 | 6,0 %       |
| 1er janvier 2008 | 5,0 %       |

### 1986-1989: Prémices de réforme

#### Création du crédit pour taxe de vente et dépôt du livre blanc
Dans le budget 1986, le gouvernement progressiste-conservateur du premier ministre Brian Mulroney instaure le crédit d'impôt pour la taxe fédérale de vente (TFV) d'un montant maximal de 50 $ par adulte et ciblé sur les ménages les plus pauvres. Le crédit maximal est ensuite porté à 70 $ en 1988, 100 $ en 1989 puis 140 $ en 1990 (dernière année avant l'instauration de la TPS et le remplacement du crédit par le crédit d'impôt pour la TPS).
L'année suivante, en juin 1987 le même gouvernement dépose un livre blanc sur la réforme fiscale qui propose à terme, après une réforme du régime d'impôt sur le revenu, des modifications substantielles au régime de taxe de vente,. 
Le livre blanc de 1987 proposa la création d'une taxe de vente nationale qui serait harmonisée avec les taxes provinciales à la suite d'une consultation entre le gouvernement fédéral et les gouvernements provinciaux. Le projet prévoit aussi un crédit d'impôt remboursable nettement amélioré. À cette époque, toutes les provinces canadiennes, excepté l'Alberta, avaient déjà leur propre taxe de vente imposée au niveau du détail.
Le but de la taxe de vente nationale était de remplacer la taxe fédérale de vente (TFV) de 13,5 % que le gouvernement imposait au niveau du gros sur les biens fabriqués et qui existait depuis 1924.

### 1989-1991: mise en place de la TPS
Du fait de l'échec des négociations avec les provinces, le gouvernement fédéral décide en avril 1989 de renoncer à l'harmonisation de la taxe fédérale avec les taxes provinciales pour permettre à la réforme d'aboutir. Les fabricants soutenaient que la taxe faisait mal à leur compétitivité internationale.[réf. nécessaire]
Le gouvernement publie des documents techniques sur la réforme proposée en août 1989, qui définissent les règles fondamentales du régime proposé. À ce moment-là le taux proposé est de 9 %.
À la fin novembre 1989, le comité parlementaire des Finances propose de réduire le taux proposé de la TPS de 9 à 7 %. La proposition est nettement rejetée par le ministre des Finances Michael Wilson. Finalement le ministre Wilson annonce le 19 décembre 1989 qu'il retient le taux de 7 % lors d'une déclaration à la Chambre des communes. Cette décision diminue de 5,9 milliards les recettes annuelles escomptées de la TPS. Pour compenser ces pertes, le ministre annonce des hausses d'autres impôts et des mesures d'économies:
- Le resserrement du crédit d'impôt pour la TPS (700 millions de dollars d'économies) ;
- L'annulation de la compensation aux petites entreprises pour la perception de la TPS (600 millions d'économies) ;
- Une hausse d'impôts pour les contribuables les plus aisés et les grandes entreprises (200 millions de recettes supplémentaires) ;
- L'augmentation des recettes prévues pour la TPS sur les denrées alimentaires (100 millions de recettes supplémentaires) ;
- 700 millions de coupures dans les dépenses gouvernementales.

#### Contestations
La proposition souleva immédiatement la controverse, une grande proportion de la population désapprouvant la taxe. Même après l'annonce de la baisse du taux de 9 à 7 %, la TPS est rejetée par 68 % des personnes interrogées dans un sondage réalisé en janvier 1990 par Angus Reid. La contestation est la plus vive en Alberta (77 % d'opinions défavorables) et au Québec (71 %) et est la moins forte en Ontario (62 %) et en Colombie-Britannique (65 %). Le gouvernement présenta la taxe comme n'ayant aucune incidence sur le revenu en rapport à la TVF. Pourtant, le transfert de la taxe des biens fabriqués au niveau du détail augmenterait le coût de la vie au Canada. 
Non seulement la taxe elle-même était controversée, mais ce sur quoi elle s'appliquait souleva également la colère, notamment dans les milieux du livre et de la culture, qui lancèrent le slogan « Taxer les livres, c'est imposer l'ignorance ». Malgré cela, le gouvernement défendit la taxe, en disant qu'il s'agissait seulement d'un remplacement d'une taxe cachée sur les manufacturiers et que cette mesure, à long terme, rendrait le Canada plus compétitif et aiderait à équilibrer les finances. 
Finalement, malgré l'opposition, la taxe fut adoptée. Elle est entrée en vigueur le 1er janvier 1991.

#### Parcours législatif
Les partis d'opposition au parlement attaquèrent violemment le projet et le Sénat, dominé par les libéraux, refusa d'adopter la loi. Dans une manœuvre sans précédent, Mulroney invoqua une obscure disposition constitutionnelle pour augmenter temporairement le nombre de sénateurs de huit, ce qui permit aux sénateurs progressistes-conservateurs de détenir la majorité à la chambre haute. En réponse, l'opposition usa de tactiques d'obstruction et retarda encore l'adoption du projet de loi.
Le projet de loi portant sur la TPS est finalement sanctionné le 17 décembre 1990.

#### Conséquences politiques
Les conséquences politiques de la TPS furent sévères. Elle contribua à la chute spectaculaire des progressistes-conservateurs dans les sondages et à ce que le gouvernement Mulroney devienne un des gouvernements les plus impopulaires dans l'histoire du Canada. L'animosité contre son gouvernement joua un rôle dans la défaite du référendum de 1992 sur l'Accord de Charlottetown, qui portait sur un ensemble d'amendements constitutionnels. 
Une forte majorité de députés libéraux furent élus sous la direction de Jean Chrétien aux élections fédérales de 1993 ; le Parti progressiste-conservateur fut quasiment anéanti : deux députés seulement furent élus.

### Depuis 1991: régime actuel et tentatives de réforme
Lors de l'annonce du budget fédéral de 1991 (en), le ministre Wilson annonce la création d'un compte spécial destiné au service et à la réduction de la dette fédérale à partir du 1er avril 1991,. Le ministre indique également que toute recette provenant de la TPS serait attribuée au compte et ne pourrait donc servir à d'autre fin qu'au remboursement de la dette. La création du compte est concrétisée le 18 juin 1992 lorsque la Loi sur le compte de service et de réduction de la dette est sanctionnée.
Dans une décision rendue le 26 juin 1992, la Cour suprême déclare que la TPS est constitutionnelle. 

#### 1996: Insturation de la TVH dans trois provinces
Durant la campagne électorale, Chrétien s'engagea à éliminer la TPS pour la remplacer par une taxe différente. Au lieu de l'abolir, toutefois, le gouvernement Chrétien tenta de la restructurer et de la fusionner avec les taxes de vente de chaque province. Seuls trois provinces consentirent à ce plan. La Nouvelle-Écosse, le Nouveau-Brunswick, et Terre-Neuve-et-Labrador ont depuis 2008 une Taxe de vente harmonisée (TVH) de 13 % au lieu de taxes fédérales et provinciales séparées.
La décision de ne pas respecter leur promesse d'abolir ou de remplacer la TPS causa une grande controverse, au sein du parti comme à l'extérieur. Le député libéral John Nunziata vota contre le premier budget du gouvernement libéral et fut expulsé du parti. La ministre du patrimoine, Sheila Copps, qui avait juré de s'opposer à la taxe, démissionna de son siège de député d'Hamilton Est. Elle fut toutefois facilement réélue dans une élection partielle subséquente, tout comme le gouvernement libéral lors des élections de 1997 (mais avec une majorité largement réduite par rapport à celle de 1993).

#### Réductions successives en 2006 puis 2008
Lors de la campagne électorale fédérale de 2006, la TPS est de nouveau un objet de débat. En effet, le Parti conservateur promet alors de réduire la taxe de 1 % dans la première année et d'un autre point de pourcentage dans les cinq années suivantes s’il était réélu. Le 23 janvier 2006, le Parti conservateur est élu avec un gouvernement minoritaire ; étant donné sa position relativement faible au parlement, un doute subsistait quant à leur capacité d'effectuer des changements majeurs. La première réduction (de 7 % à 6 %) est présenté dans le budget déposé le 2 mai 2006 par le ministre des Finances Jim Flaherty. Le Bloc québécois (indépendantiste) appuie le budget, lui accordant le passage au premier vote pour approuver la politique budgétaire. Lorsque la loi sur le budget devait passer au dernier tour de vote, il est accidentellement adopté à l'unanimité grâce à une confusion parlementaire ; ni le Parti libéral ni le Nouveau Parti démocratique n'avaient eu l'intention d'appuyer le budget. Le 22 juin, le budget reçoit la sanction royale et devient loi ; la première réduction de la TPS devint donc effective le 1er juillet 2006,.
Une deuxième réduction fut effectuée le 1er janvier 2008, portant la taxe fédérale à 5 %.

## Évaluation de la TPS
Jusqu'à 2005, la TPS ne soulevait plus vraiment la discussion, sauf parmi les personnes qui étaient au courant de l'absence d'une telle taxe au niveau fédéral aux États-Unis. Dès 1999, les revenus de la TPS comptaient pour 15 % à 17 % des revenus totaux de taxes et impôts du gouvernement fédéral. Ce pourcentage représente un peu plus que le montant annuel des transferts fédéraux aux provinces en matière de santé, d'éducation et d'assurance-emploi.
Plusieurs soutiennent que ce changement vers une plus grande taxation de la consommation selon le modèle européen aurait aidé l'économie canadienne à devenir plus compétitive et efficace avec des produits à plus bas prix sur le marché international. On peut également affirmer que la nature transparente de la TPS assure que les Canadiens soient très conscients des taxes qu'ils acquittent. Cela a contribué à entraîner un changement majeur dans la culture politique canadienne qui fait que les déficits budgétaires ne sont plus considérés comme une option pour les gouvernements fédéraux et provinciaux.